# 히트맨 (2020년 영화)
"히트맨"(Hitman)은 2020년에 개봉한 대한민국의 액션 코미디 영화이다. 암살요원 준 시즌1로 러시아 테러리스트 갱스터를 소탕하는 국가정보원의 이야기를 그렸다.
주 무대는 러시아다.
후속작 《히트맨2》가 개봉했으나 빌런은 북한 요원이었다.

## 줄거리
태생부터 부모를 잃고 고아로 살던 준. 그가 가진 재능은 나이 많은 중학생들도 거뜬히 휘어잡을 정도로 뛰어난 싸움실력과 탁월한 그림실력이 전부였다. 그러던 어느날, 이런 준에게 어떤 남자가 한명 찾아왔고 남자를 따라간 준은 훗날, '엘리트 암살요원'이란 타이틀을 거머쥔 국정원 요원이 됐다. 하지만 임무를 하는 와중에도 틈틈이 그림을 그릴 정도로 만화에 대한 열정은 아직도 남아 있었다. 그러나 간간이 그리는 그림만으로는 부족했는지 준은 자신의 진짜 목표를 이루기 위해 폭풍우가 치는 밤, 헬기에서 투신해 사고를 당한것처럼 위장했고 이를 알리가 없는 국정원은 그가 정말로 죽었다고 믿는다.
15년후, 가정을 꾸린 준은 원하는대로 만화가가 됐지만 꿈과 현실은 달랐다. 연재하고 있는 만화는 재미가 없어서 악플투성이였고 슬럼프로 인한 마감지각으로 편집장에게 구박받는 상황이었다. 이렇다 보니 실질적인 생계는 부업으로 하는 공사장 노가다일로 연명하고 있는 실정이었다. 이런 상황이 서서히 신물이 난 그는 그만 해선 안될짓을 해버린다. 술김에 요원생활때를 만화로 그렸는데 그 만화가 조회수 1위를 기록하며 대히트를 친것이다. 남들이 보기에는 드디어 무명에서 탈출하는 아주 기쁜 순간이었지만 준에게는 국가 1급 기밀을 대대적으로 광고한 셈이었기에 똥줄이 타기 시작했다.
그의 예상대로 대박난 만화는 제대로 화를 불렀다. 그가 살아있다는걸 알게 된 국정원 요원들, 여기에 테러리스트까지 얽히면서 어렵지만 평화롭던 준의 일상은 제동이 걸린다.

## 캐스팅
(†) 표시는 영화 상에서 최종적으로 사망한 인물이다. 

### 주연
- 권상우[1] : 김봉준(준), 김수혁 역 - 본작의 남주인공. 범죄도시 시리즈의 마석도 포지션, 죽음을 위장하고 15년 뒤, 웹툰 작가가 되어 자신의 이야기를 작품으로 그리게 됨. 그러니까 준이 수혁이고 수혁이 준임. 참고로 준의 본명은 김봉준인 듯.
- 정준호[2] : 천덕규 역 - 본작의 남주인공. 백화한 한상우. 국정원 국장. 방패연 프로젝트를 이끈 악마 교관. 준을 스카웃하고 가르친 인물.
- 황우슬혜 : 이미나 역 - 본작의 여주인공, 수혁의 아내. 미술학원 선생. 남편이 월 50만원도 못 버는 웹툰 작가라 미나가 벌어오는 돈으로 가정을 꾸리고 있음.
- 이이경[3] : 철 역 - 본작의 남주인공, 국정원 요원. 준이 떠나고 난 후 방패연 프로젝트의 마지막 에이스가 된 인물.
- 이지원 : 김가영 역 - 본작의 여주인공 수혁의 10대 딸. 쇼미더머니에 나가는 것이 꿈인 예비 래퍼.

### 조연

#### 천덕규, 철의 주변인물
- 허성태[4] : 최형도 차장 역 - 백화한 우에다 덕규의 상사이자 국정원 차장. 준이 조직을 위협하는 스파이가 됐다고 생각함.

#### 빌런

##### 러시아 갱스터 및 테러리스트 조직 (궤멸)
- 조운 : 제이슨 리 역(†)[5] - 본작의 메인 빌런이자 최종 보스. 범죄도시 1편의 장첸 포지션. 블라디보스토크에서 일어난 일로 준과 얽혀있는 테러리스트. 준과 싸움에 의해 유리가 깨져버리고 리타이어한다. 국정원에 체포되자 사형선고를 받아 사형을 당해서 사망한다.
  - 생년월일은 1974년
- 허동원[6] : 제롬 역(†) - 본작의 중간 보스. 범죄도시 1편의 위성락 & 양태 포지션. 최문식mk2, 흑화한 오동균. 제이슨의 오른팔이자 스나이퍼. 천덕규와 싸움에 의해 리타이어한다. 제이슨과 마찬가지로 국정원에 체포되자 사형선고를 받아 사형을 당해서 사망한다.
  - 생년월일은 불명

#### 윈윈코믹스
- 이준혁[7] : 박규만 역 - 수혁이 네*버 웹툰에 작품을 올릴 수 있게 해준 편집장.

#### 공사장
- 이중옥[8] : 십장 역 - 수혁이 알바로 일하는 공사장의 책임자. 수혁을 이유없이 괴롭힘.

### 그 외
- 이원희 : 취조실 국정원 요원 1 역
- 이건우 : 과거 상황실 국정원 요원 2 역
- 주서은 : 은 역
- 권유준 : 형도 보좌 국정원 요원 1 역
- 이상이 : 형도 보좌 국정원 요원 2 역
- 오자훈 : 어린 준 역
- 배민준 : 어린 철 역
- 박경근 : 고위직 1 역
- 손성찬 : 고위직 2 역
- 문정대 : 고위직 3 역
- 김성준 : 고위직 4 역
- 안성봉 : 공사장 국정원 요원 역
- 하경민 : 상황실 국정원 요원 2 역
- 김사란 : 상황실 국정원 요원 3 역
- 신수오 : 고급호텔직원 역
- 조셉 : 과거 취조실 고문 요원 역
- 손태양 : 음성분석 국정원 요원 역
- 이승아 : 가영친구 역
- 채인우 : 가영친구 아빠 역
- 김건 : PC방 초딩 1 역
- 서성균 : PC방 초딩 2 역
- 김나은 : 과거 미나 친구 1 역
- 김윤정 : 과거 미나 친구 2 역
- 박가은 : 과거 미나 친구 3 역
- 안보라 : 과거 아나운서 역
- 박상연 : 현재 아나운서 역
- 권반석 : 기자 역
- 황태희 : 위치분석 국정원 요원 역
- 김원영 : 웹툰사무실 국정원 요원 1 역
- 박성진 : 웹툰사무실 국정원 요원 2 역
- 변동욱 : 웹툰사무실 국정원 요원 3 역
- 강현우 : 브리핑룸 국정원 요원 1 역
- 김종석 : 브리핑룸 국정원 요원 2 역
- 정수용 : 브리핑룸 국정원 요원 3 역
- 이동혁 : 브리핑룸 국정원 요원 4 역
- 심상윤 : 브리핑룸 국정원 요원 5 역
- 이승민 : 과거상황실 국정원 요원 1 역
- 최준혁 : 과거상황실 국정원 요원 3 역
- 이윤규 : 과거상황실 국정원 요원 4 역
- 신희정 : 과거상황실 국정원 요원 5 역
- 박도영 : 취조실 국정원 요원 2 역
- 윤동주 : 취조실 국정원 요원 3 역
- 양정두 : 취조실 국정원 요원 4 역
- 유재근 : 정장 방탄 요원 1 역
- 김민성 : 정장 방탄 요원 2 역
- 심홍섭 : 정장 방탄 요원 3 역
- 배재성 : 정장 방탄 요원 4 역
- 김재명 : 정장 방탄 요원 5 역
- 이재남 : 정장 방탄 요원 6 역
- 김동현 : 고아원 국정원 요원 1 역
- 장필상 : 고아원 국정원 요원 2 역
- 박지해 : 터널안 국정원 요원 역
- 도현 : 과거 취조실 요원 역
- 이상진 : 터널안 운전자 역
- 이건 : 일진학생 1 역
- 최지민 : 일진학생 2 역
- 나승준 : 일진학생 3 역
- 손지민 : 미술학원 학생 역
- 안영주 : 밀실요원 역
- 이한종 : 제이슨 부하 3 역
- Awe Titus Olukayode : 제이슨 부하 4 역
- 문정수 : 제이슨 부하 5 역
- 김원중 : 제이슨 부하 6 역
- 김흥태 : 제이슨 부하 7 역
- 김관영 : 제이슨 부하 8 역
- 김대근 : 제이슨 부하 9 역
- 우광제 : 제이슨 부하 10 역
- 윤준호 : 제이슨 부하 11 역
- 이왕수[9] : 제이슨 부하 12 역[10]
- 남승화 : 제이슨 부하 13 역
- 이동욱 : 제이슨 부하 14 역
- 이창섭 : 제이슨 부하 15 역
- 이금용 : 제이슨 부하 16 역
- 임효우 : 제이슨 부하 17 역
- 박현선 : 제이슨 부하 18 역
- 주창욱 : 제이슨 부하 19 역[11]
- 문형돈 : 싸이먼 부하 1 역
- 원우 : 싸이먼 부하 2 역
- 최재현 : 싸이먼 부하 3 역
- 올렉 오스트로스키 : 싸이먼 부하 4 역
- 디미트리 키에르베 : 싸이먼 부하 5 역
- 서정훈 : 싸이먼 부하 6 역
- 박창희 : 웹툰 사무실피떡 직원 역
- 신기원 : 트럭 아빠 역
- 박예찬 : 트럭 아들 역
- 이리나 : 호텔 여자 역
- 임효진 : 공사장 인부 1 역
- 노희중 : 공사장 인부 2 역
- 최지혜 : 여고생 1 역
- 유지연 : 여고생 2 역
- 설윤지 : 성태 친구 1 역
- 강영준 : 성태 친구 2 역
- 옥주리 : 빨래 아줌마 역

### 우정출연
- 김미희 : 상황실 국정원 요원 1 역
- 최요한 : PC방 사장 역
- 한철우 : 헬기 조종사 역
- 이상원 : 성태 역
- 김길동 : 제이슨 부하 1 역
- 배진웅[12] : 제이슨 부하 2 역
- 김선혁 : 국정원 정보관 역

### 특별출연
- 박두식 : 사이먼 리  - 본작의 엑스트라 보스. 제이슨의 동생.
- 김풍 : 김풍 작가 역
- 황병국 : 고아원 원장 역

## 일본판 성우진
- 마도노 미츠아키: 김봉준, 준 / 김수혁(권상우)
- 아카사카 마사유키: 천덕규(정준호)
- 요네쿠라 키요코: 미나(황우슬혜)
- 이토 유키: 철(이이경)
- 오쿠토모 사아야: 김가영(이지원)
- 엔도 와타루: 형도(허성태)
- ?: 제이슨(조운)
- ?: 제롬(허동원)
- ?: 규만(이준혁)
- ?: 십장(이중옥)

## 역대 범죄조직
- 북한 간부 및 테러리스트 조직 (2편)
- 대한민국 부패 경찰 & 일본 야쿠자 조직 (3편)
- 대한민국 불법 온라인 도박 사이트 조직 (4편)

## 빌런 정보
| 메인 빌런        | 메인 빌런                 | 메인 빌런                                                      | 메인 빌런              |
| 1부              | 1부                       | 1부                                                            | 1부                    |
| 히트맨           | 히트맨2                   | 히트맨3                                                        | 히트맨4                |
| ---------------- | ------------------------- | -------------------------------------------------------------- | ---------------------- |
| 제이슨 리 (조연) | 장철룡 / 피에르 쟝 (주연) | ??? (최종 보스) (주연) ??? (더블 최종 보스격 중간 보스) (주연) | ??? (최종 보스) (주연) |
| 2부              |                           |                                                                |                        |
| 히트맨5          | 히트맨6                   | 히트맨7                                                        | 히트맨8                |
| 미정             | 미정                      | 미정                                                           | 미정                   |

| 최종 보스        | 최종 보스                 | 최종 보스  | 최종 보스  |
| 1부              | 1부                       | 1부        | 1부        |
| 히트맨           | 히트맨2                   | 히트맨3    | 히트맨4    |
| ---------------- | ------------------------- | ---------- | ---------- |
| 제이슨 리 (조연) | 장철룡 / 피에르 쟝 (주연) | ??? (주연) | ??? (주연) |
| 2부              |                           |            |            |
| 히트맨5          | 히트맨6                   | 히트맨7    | 히트맨8    |
| 미정             | 미정                      | 미정       | 미정       |

| 더블 최종 보스격 중간 보스 | 더블 최종 보스격 중간 보스 | 더블 최종 보스격 중간 보스 | 더블 최종 보스격 중간 보스 |
| 1부                        | 1부                        | 1부                        | 1부                        |
| 히트맨                     | 히트맨2                    | 히트맨3                    | 히트맨4                    |
| -------------------------- | -------------------------- | -------------------------- | -------------------------- |
| -                          | -                          | ??? (주연)                 | ??? (조연)                 |
| 2부                        |                            |                            |                            |
| 히트맨5                    | 히트맨6                    | 히트맨7                    | 히트맨8                    |
| 미정                       | 미정                       | 미정                       | 미정                       |

| 중간 보스   | 중간 보스   | 중간 보스             | 중간 보스  |
| 1부         | 1부         | 1부                   | 1부        |
| 히트맨      | 히트맨2     | 히트맨3               | 히트맨4    |
| ----------- | ----------- | --------------------- | ---------- |
| 제롬 (조연) | 안톤 (단역) | ??? (조연) ??? (조연) | ??? (조연) |
| 2부         |             |                       |            |
| 히트맨5     | 히트맨6     | 히트맨7               | 히트맨8    |
| 미정        | 미정        | 미정                  | 미정       |

| 메인 빌런의 오른팔 | 메인 빌런의 오른팔 | 메인 빌런의 오른팔    | 메인 빌런의 오른팔 |
| 1부                | 1부                | 1부                   | 1부                |
| 히트맨             | 히트맨2            | 히트맨3               | 히트맨4            |
| ------------------ | ------------------ | --------------------- | ------------------ |
| 제롬 (조연)        | 안톤 (단역)        | ??? (조연) ??? (조연) | ??? (조연)         |
| 2부                |                    |                       |                    |
| 히트맨5            | 히트맨6            | 히트맨7               | 히트맨8            |
| 미정               | 미정               | 미정                  | 미정               |

| 메인 빌런의 왼팔 | 메인 빌런의 왼팔 | 메인 빌런의 왼팔      | 메인 빌런의 왼팔      |
| 1부              | 1부              | 1부                   | 1부                   |
| 히트맨           | 히트맨2          | 히트맨3               | 히트맨4               |
| ---------------- | ---------------- | --------------------- | --------------------- |
| -                | 스포일러 (조연)  | ??? (조연) ??? (조연) | ??? (조연) ??? (조연) |
| 2부              |                  |                       |                       |
| 히트맨5          | 히트맨6          | 히트맨7               | 히트맨8               |
| 미정             | 미정             | 미정                  | 미정                  |

| 서브 빌런 | 서브 빌런 | 서브 빌런                 | 서브 빌런  |
| 1부       | 1부       | 1부                       | 1부        |
| 히트맨    | 히트맨2   | 히트맨3                   | 히트맨4    |
| --------- | --------- | ------------------------- | ---------- |
| -         | -         | ??? (조연) ??? (특별출연) | ??? (주연) |
| 2부       |           |                           |            |
| 히트맨5   | 히트맨6   | 히트맨7                   | 히트맨8    |
| ???       | ???       | ???                       | ???        |

## 최종전
| 히트맨 시리즈 최종 전투 | 히트맨 시리즈 최종 전투 | 히트맨 시리즈 최종 전투 | 히트맨 시리즈 최종 전투 |
| 히트맨                  | 히트맨2                 | 히트맨3                 | 히트맨4                 |
| ----------------------- | ----------------------- | ----------------------- | ----------------------- |
| 공장 전투               | 대테러 본부 옥상 전투   | 고급 호프집 전투        | 수서고속철도 SRT 전투   |
| 공장 전투               | 대테러 본부 옥상 전투   | 중부경찰서 전투         | 수서고속철도 SRT 전투   |
| 2부                     |                         |                         |                         |
| 히트맨5                 | 히트맨6                 | 히트맨7                 | 히트맨8                 |
| ???                     | ???                     | ???                     | ???                     |

## 후속작
개봉 5년만에 후속편인 히트맨 2가 2025년 1월 개봉하였다.

## 같이 보기
- 2020년 대한민국의 영화 목록
- 스위치 (2023년 영화)
- 히트맨2
- 히트맨3
- 히트맨4

## 참고 사항
- 권상우, 허성태는 SBS 월화 드라마 《야왕》 이후로 8년만에 재회하는 작품이다.
- 황우슬혜, 허성태는 MBC 일일 드라마 《위대한 조강지처》 이후로 5년만에 재회하는 작품이다.
- 허성태, 허동원, 배진웅은 영화 《범죄도시》 이후로 3년만에 재회하는 작품이다.
- 허동원, 안성봉, 남승화, 이동욱은 영화 《악인전》 이후로 1년만에 재회하는 작품이다.
- 이중옥, 안성봉, 이왕수는 영화 《극한직업》 이후로 1년만에 재회하는 작품이다.
- 김흥태, 배진웅은 영화 《성난황소》 이후로 2년만에 재회하는 작품이다.
- 이왕수, 옥주리는 KBS2 일일드라마 《끝까지 사랑》 이후로 2년만에 재회하는 작품이다.